# Argumento del libre albedrío

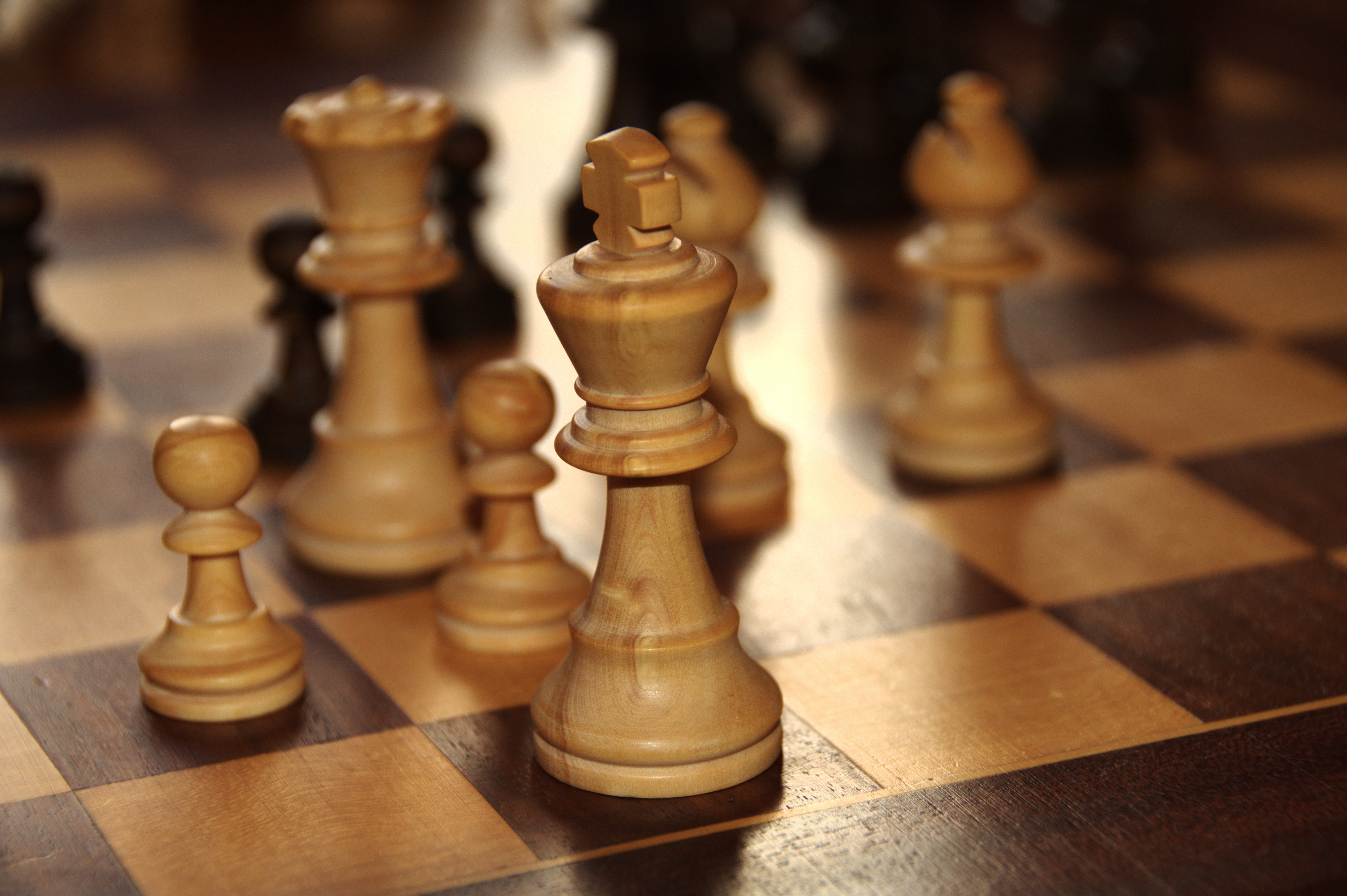
Si Dios creó el juego, sus reglas y los jugadores, ¿cómo puede ser libre cualquier jugador?

El argumento del libre albedrío, también llamado paradoja del libre albedrío y fatalismo teológico, afirma que la omnisciencia y el libre albedrío son incompatibles y que cualquier concepción de dios que incluya ambas propiedades es, por lo tanto, contradictoria. El argumento se focaliza en la incoherencia de que las personas tengan la capacidad de libre albedrío o, incluso que Dios tenga Libre albedrío. Estos argumentos están profundamente conectados con las implicaciones de la predestinación y con frecuencia se hacen eco del "argumento estándar contra el libre albedrío".

## Omnisciencia y libre albedrío
Versiones de este argumento se pueden presenciar en Cicerón contra el fatalismo implícito en la doctrina estoica del conocimiento previo divino.

"Si hay libre albedrío, todas las cosas no suceden según el destino; si todas las cosas no suceden según el destino, no hay un cierto orden de causas; y si no hay un cierto orden de causas, tampoco hay un cierto orden de cosas conocido por Dios".
De natura deorum. I, XXV, 69 y 70

Moses Maimonides formuló un argumento concerniente al libre albedrío de una persona en los términos tradicionales de acciones buenas y malas, como sigue:

"¿Dios sabe o no sabe si un cierto individuo será bueno o malo? Si respondes "Lo sabe", entonces necesariamente el individuo está obligado a actuar como Dios sabía antes de que actúe, de otro modo el conocimiento de Dios sería imperfecto..."

Una formulación lógica de este argumento podría ser la siguiente:
1. Dios conoce la opción "C" que un humano afirmaría que "haría libremente".
2. Ahora es necesario que C ocurra.
3. Si ahora es necesario que C ocurra, entonces C no puede ser de otra manera (esta es la definición de "necesario"). Es decir, no hay otras "posibilidades" reales debido a la predestinación.
4. Si no se puede hacer lo contrario cuando actúa, no se actúa libremente (Principio de posibilidades alternativas)
5. Por lo tanto, cuando haces un acto, no lo harás libremente.

El filósofo estadounidense Kenneth Einar Himma consideró que la omnisciencia y la omnipotencia son incompatibles con el concepto del libre albedrío:
1. Si Dios es omnisciente, entonces Dios sabe lo que cada persona va a hacer en cada momento t.
2. Una persona p tiene libre albedrío
3. Una persona tiene libre albedrío si hay al menos un momento t en el que p hace una acción A pero podría haber hecho otra que A.
4. Si una persona p que hace A en t , tiene la capacidad de hacer otra cosa A en t.
5. Entonces p tiene la capacidad de lograr que un Dios omnisciente tenga una creencia falsa, y esto es claramente imposible.

Esto cae en contradicción, ya que la omnipotencia implica el poder de crear seres libres, pero la omnisciencia excluye la posibilidad de que tales seres existan. Por lo tanto, un ser que es omnisciente carece de la capacidad de crear seres libres y, por lo tanto, no es omnipotente. Por el contrario, un ser que es omnipotente tiene el poder de crear seres libres y, por lo tanto, no sabe lo que esos seres harían si existieran. Linda Zagzebski expone con su "argumento básico para el fatalismo teológico":
1. Ayer Dios cree infaliblemente en T .
2. Si E ocurrió en el pasado, entonces ahora es necesario que E ocurriera.
3. Entonces es ahora necesario que ayer Dios creyera en T . [1, 2]
4. Si ayer Dios creyó en T , entonces implica necesariamente T .
5. Si p es ahora necesario, y p implica necesariamente q, entonces q es ahora necesario.
6. Por lo tanto, es necesario que ocurra T . [3,4,5]
7. Si ahora T es necesario, entonces no puedes hacer otra cosa que contestar el teléfono mañana a las 9 a. m..
8. Por lo tanto, no puedes hacer otra cosa que contestar el teléfono mañana a las 9 a. m.. [6, 7]
9. Si no puede hacer otra cosa cuando realiza un acto, no actúa libremente.
10. Por lo tanto, cuando conteste el teléfono mañana a las 9 de la mañana, no lo hará libremente. [8, 9]

## Argumento contra la existencia de Dios
Dan Barker sugiere que esto puede llevar a un "Argumento de libre albedrío para la inexistencia de Dios" sobre la base de que la omnisciencia de Dios es incompatible con que Dios tenga libre albedrío y que si Dios no tiene libre albedrío, Dios no es un ser personal. Los teístas generalmente están de acuerdo en que Dios es un ser personal y que Dios es omnisciente,  pero existe cierto desacuerdo acerca de si "omnisciente" significa:
1. "sabe todo lo que Dios elige saber y eso es lógicamente posible saberlo"; O en su lugar el ligeramente más fuerte:
2. "sabe todo lo que es lógicamente posible saber"

Estos dos términos se conocen como omnisciencia inherente y total, respectivamente.

## Respuestas
Una respuesta al argumento anterior es negar que la proposición T tenga un valor de verdad porque ninguna proposición sobre el futuro contingente tiene un valor de verdad. Aristóteles argumentó esto en De Interpretatione.
San Agustín abogó por el libre albedrío, pero solo como compatible con el conocimiento previo de Dios. Él resuelve el problema del mal culpando al hombre.

"Dios debe haber dado libre albedrío al hombre. El conocimiento previo de Dios no se opone a nuestra libre elección".
De libero arbitrio, Libro III, I, 7 y Libro III, IV, 38

"Dios sabe de antemano todas las cosas de las cuales. Él mismo es la Causa, y sin embargo, Él no es la Causa de todo lo que conoce de antemano. Él no es la causa maligna de estos actos, aunque justamente los venga. Por lo tanto, puede entenderlo. , cuán justamente Dios castiga los pecados, porque no hace las cosas que sabe que sucederán ".
De libero arbitrio, Libro III, IV, 40

Se puede entender por tanto que Dios a pesar del libre albedrío conoce todas las posibles situaciones por aparecer. Norman Swartz además, sostiene que el argumento del libre albedrío comete la falacia modal.
Se han propuesto otros medios para reconciliar la omnisciencia de Dios con el libre albedrío humano. Algunos han intentado redefinir o reconceptualizar el libre albedrío:
- Dios puede saber de antemano lo que haré, porque el libre albedrío debe entenderse solo como estar libre de coerción, y cualquier otra cosa es una ilusión. Este es el movimiento realizado por la filosofía compatibilista.
- La soberanía (autonomía) de Dios, que existe dentro de un agente libre, proporciona fuertes compulsiones internas hacia un curso de acción (llamado) y el poder de elección (elección). Por lo tanto, las acciones de un humano están determinadas por un humano que actúa bajo impulsos relativamente fuertes o débiles (tanto de Dios como del entorno que lo rodea) y su propio poder relativo para elegir.[16]

Una proposición ofrecida primero por Boecio y luego por Tomás de Aquino y C.S. Lewis, sugiere que la percepción del tiempo de Dios es diferente, y que esto es relevante para nuestra comprensión de nuestro propio libre albedrío. En su libro Mere Christianity , Lewis argumenta que Dios está realmente fuera del tiempo y, por lo tanto, no "prevé" eventos, sino que simplemente los observa a todos a la vez. El explica:
Pero supongamos que Dios está fuera y por encima de la línea del tiempo. En ese caso, lo que llamamos "mañana" es visible para Él de la misma manera que lo que llamamos "hoy". Todos los días son "ahora" para él. Él no recuerda que hiciste cosas ayer, simplemente te ve haciéndolas: porque, aunque ayer perdiste, no lo hizo. Él no "prevé" que hagas cosas mañana, simplemente te ve hacerlas: porque, aunque mañana todavía no está allí para ti, es para Él. Nunca supusiste que tus acciones en este momento eran menos libres porque Dios sabe lo que estás haciendo. Bueno, Él conoce las acciones de tu mañana de la misma manera, porque ya está en el mañana y simplemente puede observarte. En cierto sentido, Él no conoce tu acción hasta que tú lo hayas hecho: pero entonces el momento en que lo has hecho ya es "Ahora" para Él.
Una objeción común es argumentar que el Molinismo, o la creencia de que Dios puede saber de hecho las acciones de sus creaciones, es cierto. Esto ha sido utilizado como argumento por Alvin Plantinga y William Lane Craig, entre otros. Más recientemente, D. K. Johnson adoptó una solución relacionando esta solución con el presentismo, la posición de que solo existe el presente.